# Ricardo Coutinho
Ricardo Vieira Coutinho (João Pessoa, 18 de novembro de 1960) é um político brasileiro, filiado ao Partido dos Trabalhadores (PT).
Foi vereador de João Pessoa (1993-1999), deputado estadual (1999-2004) e prefeito da capital paraibana por duas vezes, sendo eleito pela 1ª vez em 2004 e reeleito em 2008. Renunciou à prefeitura de João Pessoa em 31 de março de 2010, durante o período de seu segundo mandato, para disputar o governo do Estado da Paraíba, sendo eleito em segundo turno para o cargo de Governador com 1.079.164 votos (53,70% dos votos válidos). Em 2014, é reeleito Governador da Paraíba com a votação de 1.125.956 votos (52,61% dos votos válidos).
Seu último cargo público foi o de Governador do Estado da Paraíba entre os anos de 2011 e 2018.
Foi presidente da Fundação João Mangabeira, órgão pertencente ao Partido Socialista Brasileiro (PSB).

## Biografia
É filho de Coriolano Coutinho e Natércia Vieira, pai agricultor e mãe costureira, e tem dois filhos: Ricardo e Henri Coutinho.
Fez o “primário”, como se chamava naquela época, no Instituto La Salle e o “ginásio” foi cursado no Colégio 7 de Setembro, ambos no bairro de Jaguaribe. Parte de seu Segundo Grau foi feito na Escola Estadual Bairro dos Estados e o “3º ano científico” no Colégio Águia. Em 1977, passou no vestibular da UFPB, para o curso de Farmácia. Em 1978, ingressa no curso de Farmácia, período final da ditadura militar em que reaparecem os movimentos estudantis e que ocasiona o seu interesse por política.
Ajudou na reabertura Centro Acadêmico de Farmácia da UFPB em 1980, tornando-se, posteriormente, presidente do mesmo. Quando já formado em Farmácia, conquistou, via concurso público, uma vaga de farmacêutico no Hospital Universitário da capital paraibana. Neste período passou a ter contato com a Associação dos Funcionários da Universidade Federal da Paraíba, que foi o embrião do Sintes-PB.
Em 1984, aos 24 anos, o Ministério da Educação estava oferecendo um curso de especialização para farmacêuticos de Hospitais Universitários de todo país, existindo apenas 25 vagas, a UFPB o escolheu. No mesmo ano começa a especialização no Rio de Janeiro.
No Rio de Janeiro, aproveitou o fato de Leonel Brizola ter mandado liberar as catracas dos ônibus para que todos pudessem participar de um comício das Diretas Já, na Candelária, e foi junto. Naquele Estado começou a militar nos movimentos sindicais, participou intensamente dos movimentos em torno da criação da Central Única dos Trabalhadores.
Volta à Paraíba em 1985, implanta a modernização da farmácia hospitalar na UFPB. No movimento sindical, assume a presidência do Sindicato dos Farmacêuticos. Planejando juntar todas as categorias de saúde, funda o SindSaúde em 1990. Naquele ano, foi dirigente da Central Única dos Trabalhadores (na área de comunicação do movimento) e foi candidato a deputado estadual pelo Partido dos Trabalhadores, não houve chance de vitória, apesar disso sua votação surpreendeu.
Entre 2011 e 2015 foi casado com a jornalista Pâmela Bório, com quem tem um filho.

### Prisão
Foi preso pela Polícia Federal no dia 19 de dezembro de 2019 as 22h40, quando desembarcava no Aeroporto de Natal. Teve a sua prisão preventiva decretada no âmbito da sétima fase da Operação Calvário, que investigava um grupo que desviou R$134,2 milhões dos cofres públicos do estado.
Após a prisão, Ricardo Coutinho foi levado a sede da Policia Federal em João Pessoa. Outros 16 mandados de prisão foram expedidos pelo desembargador Ricardo Vital de Almeida, entre eles, contra a deputada estadual Estelizabel Bezerra e a prefeita do município do Conde Márcia de Figueiredo Lucena de Lima, ambas do PSB, além de ex-secretários do governo do estado da Paraíba no período em que Ricardo Coutinho foi governador.  

## Carreira política
- 1990: Filiado ao PT, é candidato a deputado estadual. Obtem 1.934 votos, e alcança a oitava suplência da coligação.
- 1992: Elege-se vereador de João Pessoa pela primeira vez com 1.381 votos.
- 1994: Novamente candidato a deputado estadual. Alcança a quarta suplência da coligação, contabilizando 6.353 votos.
- 1996: É reeleito vereador com 6.917 votos, obtendo o maior número de votos do pleito.
- 1998: Candidata-se a deputado estadual e se elege sendo o mais votado em João Pessoa e obtendo em todo estado 25.388 votos. Na Assembleia Legislativa, foi líder da oposição e presidente da Comissão de Saúde em dois mandatos.
- 2002: É reeleito deputado estadual, obtendo 47.912 votos e sendo o mais votado do pleito.
- 2003: Ricardo Coutinho deixa o PT após problemas internos e ingressa no PSB.
- 2004: Elege-se prefeito de João Pessoa em 1º turno com 215.649 votos (64,45% dos votos).[4]
- 2005: Toma posse no dia 1º de janeiro de 2005 como prefeito de João Pessoa.
- 2008: Reelege-se prefeito da capital paraibana em 1º turno, obtendo uma expressiva votação de 262.041 votos (73,85% dos votos).[5]
- 2009: É empossado para o seu segundo mandato de prefeito.
- 2010: Renuncia ao cargo de prefeito de João Pessoa em 31 de março para concorrer as eleições estaduais de 2010 como candidato a governador com o apoio de lideranças como o ex-governador cassado Cássio Cunha Lima. Durante a campanha, fica em desvantagem em todas as pesquisas, mas ainda assim termina o 1° turno na frente por uma diferença de cerca de 8 mil votos, levando a eleição para o 2° turno e se elegendo governador da Paraíba no dia 31 de outubro de 2010, derrotando o então governador e candidato a reeleição José Maranhão do PMDB, obtendo a votação de 1.079.164 votos (53,70% dos votos).
- 2011: Toma posse no dia 1° de janeiro de 2011 como governador da Paraíba.[6]
- 2014: É candidato a reeleição nas eleições estaduais de 2014 ao governo da Paraíba, enfrentando o então senador e seu ex-aliado Cássio Cunha Lima do PSDB, com quem rompe politicamente. Termina o primeiro turno da eleição em desvantagem, obtendo 937.009 votos (46,05% dos votos), cerca de 28 mil votos a menos que seu principal adversário. No entanto, consegue virar o jogo no segundo turno e se reelege governador da Paraíba com 1.125.956 votos (52,61% dos votos) contra 1.014.393 votos (47,39%) dados a Cássio Cunha Lima, uma vantagem de cerca de 111 mil votos a mais que o seu principal adversário.[7]
- 2015: É reempossado em 1° de janeiro de 2015 para o seu segundo mandato de governador da Paraíba.
- 2018: Abre mão de disputar o Senado Federal e cumpre o seu mandato de governador na íntegra, elegendo o seu candidato, o engenheiro e ex-secretário de Infraestrutura João Azevêdo como sucessor nas eleições estaduais de 2018, que com seu decisivo apoio, vence no primeiro turno com 58,18% dos votos.[8] Termina sua gestão a frente do governo da Paraíba com 84% de aprovação, segundo o Centro integrado de Pesquisa e Comunicação (CIPEC) e 63% de aprovação, segundo o Ibope. [9][10]
- 2019: Passa o governo da Paraíba a João Azevêdo em 1° de janeiro de 2019[11] e assume a presidência da Fundação João Mangabeira, órgão ligado ao diretório nacional do PSB.[12]
- 2019: Em 17 de Dezembro, durante viagem ao exterior, é surpreendido por mandado de prisão, mediante fase da operação Calvário, acusado de desviar verbas públicas da saúde para campanha eleitoral. [13]
- 2020: É candidato a prefeito de João Pessoa para um terceiro mandato pelo Partido Socialista Brasileiro (PSB), mas fica apenas em sexto lugar, com 38.969 votos (10.68% dos votos válidos), ficando de fora do segundo turno que foi disputado pelo vencedor Cícero Lucena do Partido Progressista e pelo Jornalista Nilvan Ferreira do MDB. Os votos que Coutinho recebeu foram anulados Sub-judíce por candidatura indeferida e condenação a inelegibilidade.
- 2022: Coutinho é candidato, desta vez, ao Senado Federal, para um mandato de oito anos pelo Partido dos Trabalhadores (PT), derrotado, ao ficar em terceiro lugar com 431.857 votos (21.55% dos votos válidos), contra 457.679 da candidata apoiada pelo então Governador da Paraíba João Azevêdo, também derrotada, Pollyanna Dutra do PSB, que ficou em segundo lugar e também contra o vitorioso candidato, Efraim Filho do União Brasil com 617.477 votos (30.82% dos votos válidos). Os votos de Coutinho foram novamente anulados pelo Tribunal Superior Eleitoral Sub-judíce por candidatura indeferida e condenação a inelegibilidade.
- 2024: Coutinho chegou a ter o nome cotado para voltar a Câmara de Vereadores de João Pessoa após 25 anos, descartada logo depois e também teve o nome cotado para concorrer a Prefeitura do Município de Santa Rita (Paraíba), na região metropolitana da capital, ainda em Julho de 2023, mas foi descartado logo em Dezembro do mesmo ano. Coutinho lançou seu apoio ao candidato e ex-Prefeito e então Deputado estadual à Prefeitura de João Pessoa, Luciano Cartaxo do Partido dos Trabalhadores (PT), derrotado, com 49.110 votos (11.77% dos votos válidos), ficando em quarto lugar, fora do segundo turno das eleições.